# ミニ万里の長城
ミニ万里の長城（ミニばんりのちょうじょう）は北海道上川郡下川町西町桜ヶ丘公園内にある万里の長城を模した構築物。下川町の観光名所となっている。なお、中華人民共和国駐札幌総領事館より許可を受けた上で正式名称を「万里長城」としている。

## 概要
高さ3m、幅3m、長さ2,000mで、公園をほぼ囲むように石垣が設置されている。町が金の掛からない工法を要望した事からかつて河川護岸工事で多用された石積み工法が用いられ、外側の石垣は片方につき底面横1mの厚さで下段20cmの砂利と上段10cmのコンクリートの計30cmの基礎の上に側面は勾配を軽くつけた形で石を積み石の間をモルタル・歩行面側をコンクリートで固定し、内側幅2mの歩行面は基礎用に掘った土を再利用した盛土で構築されている。長城の内側には、町営野球場、パークゴルフ場、山村広場、土間運動場、ふるさと交流館などが整備されている。
1981年頃に町民と役場職員が出席する観光振興委員会の席で建設課長が万里の長城訪問時の感動を語り万里の長城の建設計画を開始、なお委員会の前に後に下川町長となる谷一之が家業の建設会社の業務で建設課長の自宅の造園作業に出向いた際に事前に建設課長から農地の石を用いた長城建設の構想を打ち明けていた。当時は、下川鉱山の休山や急激な円高による林業不振などで町が疲弊した状態であり、また特別な観光資源のない町であったことから、町民手づくりの観光資源開発をめざして1986年8月より石積みが開始された。
石は農地・草地開発で発生する石を用いて石積み作業は基本的にもっこを用いるなど人力で行われ、毎年5月から10月まで毎月1回「町民石積みの日」を設け、町内外よりボランティアを募り実施された。石には積んだ人の名前やその年月日等を書くことができ、記載のとおりに彫りこまれている。また建設にあたっては素人のみの作業による危険性を考慮して桜ケ丘公園の遊具撤去を請け負っていた地元建設会社の「筒渕建設」が数年間建設支援に関わった。
2000年には全長2,000mが完成し、築城を終えた。15年間で15万個以上の石が積まれ、延べ13万8,668人が石積みに参加した。完成後はプレートに刻む形で来訪者の名前を残すことができる。
2011年より公園の拡張に伴い、石積みが再開された。

## 歴史
- 1981年（昭和51年） - 町の職員が中国を訪問し、万里の長城に感銘を受けた建設課長が建設構想を発案[3]。
- 1986年（昭和61年） - 石積みを開始する。
- 1988年（昭和63年） - 桜まつりを万里長城祭と改称する。
- 1989年（平成元年） - 第1回万里長城クロスカントリー大会を開催する。（第44回国民体育大会大会旗・炬火リレー記念大会）
- 1990年（平成2年） - 中華人民共和国駐札幌総領事館より「万里長城」と称することを許可される[3]。
- 1994年（平成6年） - メモリアルゲートが完成する。
- 1996年（平成8年） - 24時間テレビで生中継される。
- 1997年（平成9年） - アイスキャンドルパークを開催する。NHK土曜特集「あなたに贈る光の祭典～手作りの光大集合～」で生中継される。
- 2000年（平成12年） - メモリアルゲート前で築城2,000m達成セレモニーが開催される。
- 2011年（平成23年）- 石積みを再開する。
- 2013年（平成25年）- 北海道道101号下川愛別線沿いの増築部分を完成[3]。

## 進捗推移
| 年度   | 石積参加者総数[3] | 町内参加者数[3] | 町外参加者数[3] | 外周総延長[3] |
| ------ | ----------------- | --------------- | --------------- | ------------- |
| 1986年 | 640               | 560             | 80              | 136m          |
| 1987年 | 2,400             | 1,560           | 840             | 251m          |
| 1988年 | 5,200             | 1,800           | 3,400           | 277m          |
| 1989年 | 6,500             | 1,300           | 5,200           | 277m          |
| 1990年 | 10,450            | 990             | 9,460           | 469m          |
| 1991年 | 11,900            | 2,600           | 9,300           | 560m          |
| 1992年 | 9,300             | 1,900           | 7,400           | 706m          |
| 1993年 | 12,050            | 2,450           | 9,600           | 800m          |
| 1994年 | 11,650            | 2,330           | 9,320           | 896m          |
| 1995年 | 10,100            | 2,020           | 8,080           | 1,000m        |
| 1996年 | 12,167            | 2,433           | 9,734           | 1,140m        |
| 1997年 | 11,800            | 2,784           | 9,016           | 1,290m        |
| 1998年 | 11,062            | 2,650           | 8,412           | 1,440m        |
| 1999年 | 10,023            | 2,405           | 7,618           | 1,580m        |
| 2000年 | 13,426            | 3,098           | 10,328          | 2,000m        |

## 催事
- 万里長城祭（5月）
- 万里長城クロスカントリー大会（5月） - 第9回（1997年）以降は長城祭と同日に開催されている。
- アイスキャンドルミュージアム（2月） - アイスキャンドルパークの会場となっている。

## 外部サイト
- “万里長城”.   下川町. 2018年3月7日閲覧。